# Georg Hochgesang
Georg Hochgesang (* 3. November 1897 in Nürnberg; † 12. Juni 1988 in Düsseldorf), auch „Schorsch“  gerufen, war ein deutscher Fußballspieler und -trainer.

## Karriere

### Vereine
Hochgesang begann achtjährig beim FC Pfeil Nürnberg, der aus dem im Jahr 1905 gegründeten FC Normannia Nürnberg hervorgegangen war, mit dem Fußballspielen. Ab 1916 kam er in der ersten Mannschaft bis 1921 zu Punktspielen, wobei sich der Verein seit 1911 FK Pfeil im Turnverein 1863 Tafelhof, seit 1918 FC Pfeil/SC Sandow Nürnberg nannte, zu Punktspielen. In der Saison 1919/20 und 1920/21 spielte er in den vom Süddeutschen Fußball-Verband organisierten Meisterschaften in der Kreisliga Nordbayern.
Zur Saison 1921/22 wurde er vom 1. FC Nürnberg verpflichtet, in dessen Blütezeit er als Halbstürmer seine größten Erfolge verzeichnen konnte. Während seiner siebenjährigen Vereinszugehörigkeit gewann er mehrere regionale Titel und dreimal die Deutsche Meisterschaft. Für den Club bestritt er 259 Spiele, davon zehn in den Endrundenspielen um die Deutsche Meisterschaft, in denen ihm sechs Tore gelangen.
Mit 1,65 m Körperlänge eher etwas klein geraten, machte er dieses Manko durch seine überragende Technik wieder wett. Er gilt als Erfinder einer besonderen Art des Passspiels. Er sprang dabei steil und weit in die Höhe und gab nach links wie rechts vom oberen Totpunkt dieses Sprungs einen langen Pass an den betreffenden Flügel. Damit dürfte er aber auch gleichzeitig der Einzige sein, der diese Passart beherrschte. Ansonsten wurde ihm nachgesagt, dass er nicht der Schnellste sei und seine Schüsse auch längst nicht immer das Tor trafen. Dennoch zeichneten ihn Spielübersicht, Kaltblütigkeit und Torgefährlichkeit aus.
Da er als gelernter Mechaniker ein recht gutes berufliches Angebot aus Düsseldorf erhielt, wechselte er zur Saison 1928/29 zu Fortuna Düsseldorf, für die er in den vom Westdeutschen Spiel-Verband organisierten Meisterschaften bis Saisonende 1932/33 im Bezirk Berg-Mark Punktspiele bestritt und die Bezirksmeisterschaft 1931 und 1933 gewann. Infolgedessen nahm er mit den Düsseldorfern auch an der Endrunde um die Deutsche Meisterschaft teil, die er am 11. Juni 1933 in Köln mit dem 3:0-Sieg – mit dem Treffer zum Endstand von ihm – über den FC Schalke 04 gewann. Auf dem Weg ins Endspiel wurden Vorwärts-Rasensport Gleiwitz mit 9:0 und der SV Arminia Hannover mit 3:0 im Achtel- bzw. Viertelfinale und anschließend Eintracht Frankfurt im Halbfinale besiegt.

### Nationalmannschaft
Hochgesang bestritt sechs Länderspiele für die A-Nationalmannschaft, für die er am 15. Juni 1924 in Oslo beim 2:0-Sieg über die Nationalmannschaft Norwegens debütierte. Sein erstes von vier Toren als Nationalspieler erzielte er am 25. Oktober 1925 in Basel beim 4:0-Sieg über die Schweizer Nationalmannschaft mit dem Treffer zum Endstand in der 76. Minute. Sein letztes Länderspiel krönte er am 23. Oktober 1927 in Hamburg beim 6:2-Sieg über die Nationalmannschaft Norwegens mit dem Anschlusstreffer zum 1:2 in der 55. Minute.

## Erfolge
- Deutscher Meister 1924, 1925, 1927, 1933
- Süddeutscher Meister 1924, 1927
- Bayrischer Meister 1924, 1925, 1927
- Nordbayrischer Meister 1922

## Sonstiges
Hochgesang beantragte am 2. Dezember 1937 die Aufnahme in die NSDAP und wurde rückwirkend zum 1. Mai desselben Jahres aufgenommen (Mitgliedsnummer 5.761.276). 1938 wurde er vom Bochumer Oberbürgermeister Otto Leopold Piclum als erster Trainer für den VfL Bochum engagiert.
Nach seiner aktiven Zeit schlug er in Düsseldorf eine Sportlehrerlaufbahn ein, spielte selbst aber auch noch im Alter von 90 Jahren.
Im Max-Morlock-Stadion wurde mittlerweile der Stehplatzblock 7 (einer der zentralen Blöcke in der Nordkurve) nach ihm benannt, um ihn für seine Verdienste für den Verein zu würdigen.